# Philippe Muyl
Philippe Muyl (ur. 30 maja 1953 w Lille, dep. Nord we Francji) – francuski reżyser i scenarzysta.

## Filmografia[2]

### Reżyser
- 1985: L'Arbre sous la mer
- 1991: Przeciw zapomnieniu (Contre l'oubli)
- 1993: Cuisine et dépendances
- 1996: Adorable petite bombe
- 1997: Tout doit disparaître
- 2000: La Vache et le Président
- 2002: Motylek (Le Papillon)
- 2006: Histoires de chats (krótkometrażowy)
- 2008: Magia (Magique!)

### Scenarzysta
- 1985: L'Arbre sous la mer
- 1993: Martineau... et le portrait de femme
- 1993: Kuchnia i przyległości (Cuisine et dépendances)
- 1993: La Lettre inachevée
- 1996: Adorable petite bombe
- 1997: Tout doit disparaître
- 2000: La Vache et le Président
- 2002: Motylek (Le Papillon)
- 2007: Matura 70+ (Bac + 70)
- 2007: Guo bao zong dong yuan (krótkometrażowy)

### Ścieżka dźwiękowa
- 2002: Motylek (Le Papillon)

### Autor zdjęć
- 1991: Przeciw zapomnieniu (Contre l'oubli)

### Producent
- 1985: L'Arbre sous la mer